# Кантен (Север)
Кантен (фр. Cantin) насеље је и општина у североисточној Француској у региону Север-Па д Кале, у департману Север која припада префектури Дуе.
По подацима из 2011. године у општини је живело 1474 становника, а густина насељености је износила 158,15 становника/km². Општина се простире на површини од 9,32 km². Налази се на средњој надморској висини од 58 метара (максималној 76 m, а минималној 37 m).

## Демографија
| 1962. | 1968. | 1975. | 1982. | 1990. | 1999. | 2011. |
| ----- | ----- | ----- | ----- | ----- | ----- | ----- |
| 912   | 1.246 | 1.395 | 1.397 | 1.373 | 1.328 | 1.474 |